# Akademia Muzyczna Trójki
Akademia Muzyczna Trójki – powołana w listopadzie 2006 r. na fali zmian w Programie 3 Polskiego Radia („Trójce”) po mianowaniu na stanowisko dyrektora stacji Krzysztofa Skowrońskiego. Głównym zadaniem Akademii jest dbałość o jakość muzyki prezentowanej na antenie Programu 3. Celem kapituły jest także ocenianie oraz kreowanie wydarzeń muzycznych, jak np. przyznawanie prestiżowych Nagród Muzycznych im. Mateusza Święcickiego. Przyznawanie tej nagrody przez Trójkę zostało wznowione w 2007 r. Akademicy prowadzą na antenie radia cenione autorskie audycje, zatytułowane „Akademia Muzyczna Trójki” oraz dokonują wyboru utworów muzycznych prezentowanych w audycjach nieautorskich, np. publicystycznych.
W skład Akademii powołani zostali wybitni dziennikarze muzyczni i osobowości ze świata muzyki i mediów: Jan Borkowski, Jan Chojnacki, Grzegorz Hoffmann, Piotr Kaczkowski, Janusz Kosiński (zm. 2008), Marcin Kydryński, Wojciech Mann, Piotr Metz, Marek Niedźwiecki, Wojciech Ossowski, Barbara Podmiotko (zm. 2014), Piotr Stelmach, Paweł Sztompke, Agnieszka Szydłowska, Grzegorz Wasowski (w marcu 2009 odszedł z Trójki) i Jan „Ptaszyn” Wróblewski.